# 9 février dans les chemins de fer
9 janvier 9 mars
Chronologies thématiques
- Croisades
- Sports
- Disney

Cette page concerne les événements qui se sont déroulés un 9 février dans les chemins de fer.

## Événements

### XIXesiècle
- 1898. France : ouverture du Tramway d'Elbeuf.

### XXIesiècle
- 2016.  Allemagne :   dix personnes sont tuées dans une collision frontale entre deux trains près de la ville de Bad Aibling.